# Enid Bennett
Enid Bennett (15 de julio de 1893-14 de mayo de 1969) fue una actriz cinematográfica australiana.

## Biografía
Nacida en York, Australia Occidental, Bennett empezó su carrera en el cine actuando en 1916 en Get-Rich-Quick Wallingford y en otros dos filmes más. 
Estuvo casada con el director cinematográfico Sidney Franklin en los inicios de su carrera, aunque se divorciaron poco después. 
En 1917 rodó cinco títulos, el más importante de los mismos The Little Brother, en el que trabajó junto a William Garwood. Esa producción llamó la atención de los estudios, lo cual le dio la posibilidad de trabajar en un mayor número de proyectos. Así, entre 1918 y 1921 protagonizó 23 películas, haciéndose una actriz conocida entre el público.  

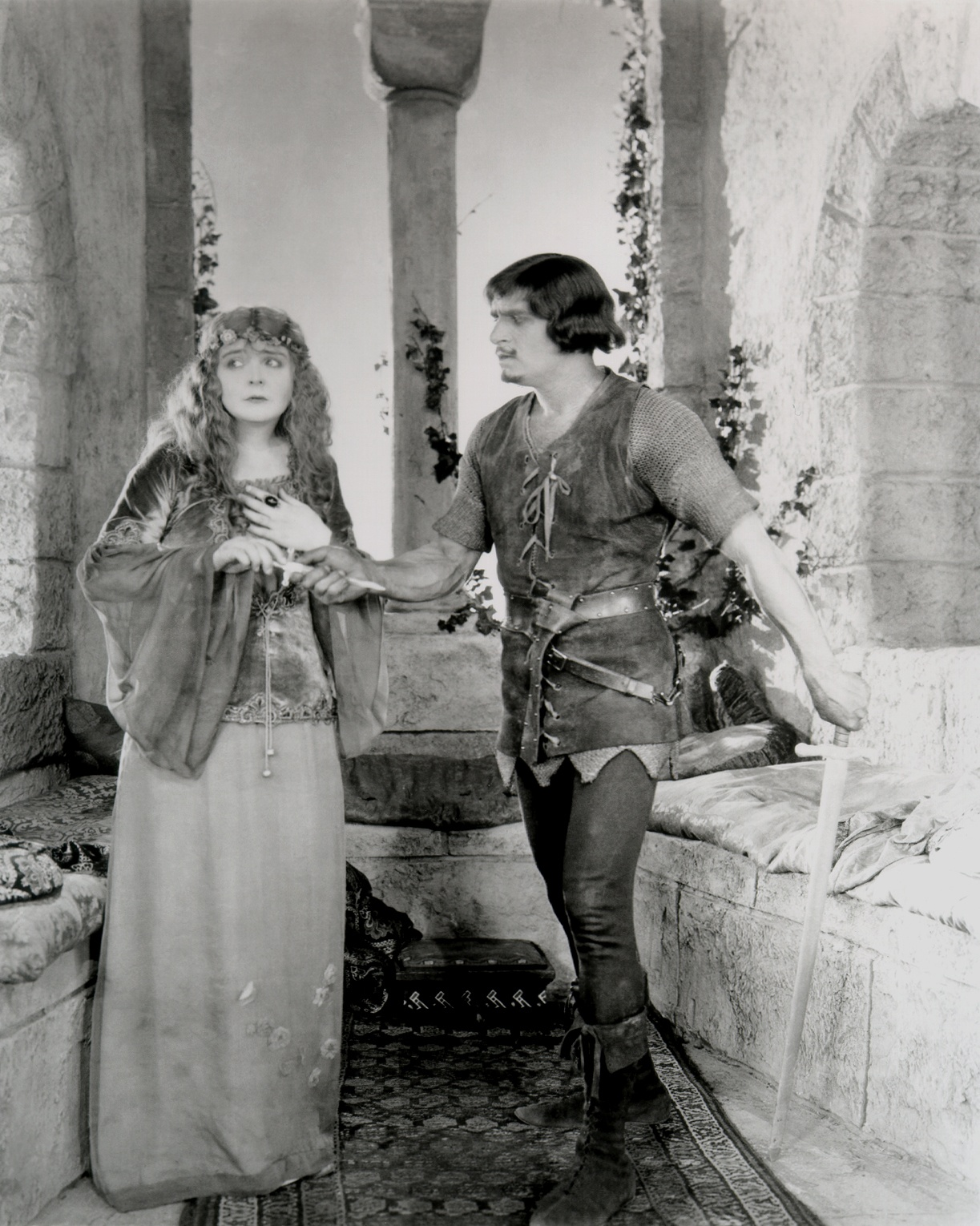
Enid Bennett y Douglas Fairbanks en Robín de los bosques.

En 1918 se casó con el cineasta Fred Niblo, que más adelante produjo Ben Hur. En 1922 ella trabajó únicamente en tres filmes, pero en uno de ellos hizo su papel más famoso, el de "Marian" en Robín de los bosques, con Douglas Fairbanks. 
Entre 1923 y 1928 solamente actuó en diez producciones, pues su carrera empezaba a declinar. Además, en esa época fue madre, teniendo tres hijos como fruto de su matrimonio con Niblo. 
En 1929 su hermano Alexander Bennett se casó con la actriz Frances Lee. A la boda acudieron parte de las mayores estrellas de Hollywood, entre ellas Gloria Swanson y Greta Garbo. Ese año Bennett solo hizo un film, Good Medicine, junto a Edward Everett Horton.
Bennett hizo con cierto éxito la transición al cine sonoro, aunque disminuyó el número de papeles ofrecidos. Entre 1931 y 1941 únicamente actuó en siete películas, y el último de sus papeles fue sin aparecer en los créditos. 
Ante todo ello, Enid Bennett decidió retirarse en 1941, residiendo con su familia en Malibú, California, localidad en la que falleció en 1969 a causa de un infarto agudo de miocardio. Tenía 75 años de edad. Fue enterrada en el Cementerio Forest Lawn Memorial Park de Glendale (California).